# Tantilla oolitica
Tantilla oolitica – gatunek węża z rodziny połozowatych (Colubridae).

## Systematyka
Dawniej niektórzy autorzy kwestionowali ważność tego taksonu jako oddzielnego gatunku.
Węże te zaliczane są do rodziny połozowatych, do której zaliczano je od dawna. Starsze źródła również umieszczają Tantilla w tej samej rodzinie Colubridae. Używają jednak dawniejszej polskojęzycznej nazwy wężowate czy też węże właściwe, poza tym Colubridae zaliczają do infrapodrzędu Caenophidia, czyli węży wyższych. W obrębie rodziny rodzaj Tantilla należy do podrodziny Colubrinae.

## Rozmieszczenie geograficzne
Tantilla oolitica jest endemitem Stanów Zjednoczonych Ameryki; zamieszkuje tylko południową Florydę, w tym Florida Keys.

## Zagrożenia i ochrona
Liczebność węża spada.
Główne zagrożenie stanowi dlań dewastacja jego środowiska naturalnego.
Występuje w kilku obszarach chronionych, w tym Crocodile Lake National Wildlife Refuge, John Pennekamp Coral Reef State Park, Key Largo Hammocks, Port Bougainville i Arch Creek Park.